# آدم يحيى غدن
آدم غدن Adam Yahiye Gadahn والمعروف بـ (عزام الأمريكي) هو مواطن أمريكي وعضو في القاعدة، ولد في كاليفورنيا بتاريخ 1 سبتمبر/أيلول سنة 1978، واعتنق الإسلام وهو في السابعة عشرة من عمره وانتقل بعدها ليعيش في باكستان حيث قتل على الحدود الباكستانية الأفغانية بتاريخ 19 يناير/كانون ثاني 2015. يظن أن عزام قد تدرب عسكرياً في معسكرات تابعة لتنظيم القاعدة ، وقد عمل مترجماً وناطقاً ومستشاراً إعلامياً لصالح التنظيم.

## خلفيته العائلية
كان جد آدم الدكتور بير لمان طبيباً يهودياً برز في أيامه في مجال الجراحة، أما أبوه فكان قد تحول للديانة المسيحية وأبدل اسمه إلى غدن. عملت أسرة غدن في مجال تربية الماعز في ريفرسايد الواقعة في كاليفورنيا، وكانوا يذبحون المواشي على الطريقة الإسلامية ويقومون ببيعها للمحلات التي تبيع اللحم الحلال. وبحسب مقال كتبه آدم غدن عن نفسه فأنه قبل اعتناقه الإسلام كان في مراهقته من محبي الموسيقى الصاخبة ثم بدأ يبحث عن إشباع رغباته الروحية، فكان يستمع للإذاعات المسيحية ثم مالبث أن وجد ضالته في الديانة الإسلامية وذلك عام 1995.

## عزام الأمريكي
مع نهاية شهر أكتوبر/تشرين الأول عام 2004 وصل إلى محطة أي بي سي التلفزيونية الإخبارية شريط فيديو قدم فيه آدم غدن على أنه عزام الأمريكي وخلال 75 دقيقة هدد غدن الولايات المتحدة بالقيام بعمليات إرهابية ضدها.
يعتبر آدم غدن أول مواطن أمريكي توجه له تهمة الخيانة منذ نهاية الحرب العالمية الثانية، وقد أضيف للائحة المطلوبين للاستجواب في قضايا تتعلق بالحرب على الإرهاب من قبل مكتب التحقيقات الفدرالي عام 2004 حيث صرح مكتب الإف بي آي بأنه «يجري البحث عن هذا الشخص بسبب علاقته المحتملة بتهديدات إرهابية ضد الولايات المتحدة، ولكن لا توجد معلومات عن ارتباط هذا الشخص بأنشطة إرهابية محددة.»، وفي 11 أكتوبر/تشرين الأول 2006 رفع عن تلك اللائحة ليضاف اسمه للائحة المجرمين المطلوبين من قبل مكتب الأمن الدبلوماسي الأمريكي ، وفي نفس اليوم حكمت عليه هيئة محلفين فدرالية في محكمة مقاطعة وسط كاليفورنيا الأمريكية بالخيانة العظمى والتي قد يصل حكمها في الولايات المتحدة للإعدام.

## الرسائل المصورة

آدم يحيى غدن أو عزام الأمريكي في الشريط الذي ظهر فيه بداية سنة 2008 وهو يرتدي الشماغ

وقد اشتهر غدن بسبب رسائله التي تقوم ببثها مواقع تابعة أو مؤيدة للقاعدة على شكل شرائط فيديو، ففي تاريخ 2 سبتمبر/أيلول 2006 بث له شريط مصور مع أيمن الظواهري الرجل الثاني في تنظيم القاعدة دعا فيه غدن الشعب الأمريكي وجميع العالم المسيحي للدخول في الإسلام، وندد بالأمريكيين قائلاً أنهم «مذنبون مذنبون مذنبون. أنتم مذنبون كبوش وتشيني.» وتوعدهم بعمليات إرهابية أشد وأقسى من تلك التي وقعت في 11 سبتمبر/أيلول 2001 وقال «بعد عقود من الطغيان الأمريكي والقمع حان دوركم لتموتوا. بإذن الله ستغرق شوارع أمريكا بالدم مقابل كل قطرة دم لضحايا أمريكا».
وفي شهر أغسطس/آب سنة 2007 وجه خطاباً للولايات المتحدة الأمريكية يحذرها فيه من شن هجمات على بعثاتها الدبلوماسية في الخارج كرد انتقامي على ما تقوم به الإدارة الأمريكية وقوات الاحتلال في كل من العراق وأفغانستان. ومع بداية سنة 2008 وجه آدم غدن خطابا آخر دعا فيه زملاءه من أعضاء تنظيم القاعدة لاستقبال الرئيس جورج دبليو بوش بالقنابل والمتفجرات إذما قام بزيارة الشرق الأوسط، وقام بتمزيق ما بدا أنه جواز سفره الأمريكي، ثم توجه لمواطنيه الأمريكان داعياً إياهم للتفكير والتوبة مبيناً نواحي القصور والضعف في السياسة الخارجية لبلادهم، وتحدث أيضاً عما سماها سيئات المدنية الغربية المسيحية وعن حتمية هزيمتها أمام الإسلام والمسلمين.